# Rieni
Rieni là một xã thuộc hạt Bihor, România. Dân số thời điểm năm 2002 là 3185 người.